# Do Bīrān-e Soflá
Do Bīrān-e Soflá (persiska: دو بیران سفلىٰ, بَند سَر) är en ort i Iran.   Den ligger i provinsen Ilam, i den västra delen av landet, 500 km väster om huvudstaden Teheran. Do Bīrān-e Soflá ligger 1 193 meter över havet och antalet invånare är 282.
Terrängen runt Do Bīrān-e Soflá är huvudsakligen kuperad, men söderut är den bergig. Do Bīrān-e Soflá ligger nere i en dal. Runt Do Bīrān-e Soflá är det ganska tätbefolkat, med 116 invånare per kvadratkilometer. Närmaste större samhälle är Eyvān, 2,0 km sydost om Do Bīrān-e Soflá. Trakten runt Do Bīrān-e Soflá består till största delen av jordbruksmark.